# جيمي دودز
جيمي دودز (12 نوفمبر 1981 في كندا - ) هو لاعب كرة قدم كندي في مركز الوسط. لعب مع Toronto Lynx ‏ وHamilton Croatia ‏ وLondon City Soccer Club ‏.

## وصلات خارجية
- جيمي دودز على موقع قاعدة بيانات كرة القدم.إي يو (الإنجليزية)